# چشم‌سفید گلوسفید
چشم‌سفید گلوسفید (نام علمی: Zosterops albogularis) نام یک گونه از سرده چشم‌سفید است.